# Voetbalkampioenschap van Harburg-Lüneburg 1907/08
In 1907/08 werd het derde voetbalkampioenschap van Harburg-Lüneburg gespeeld, dat georganiseerd werd door de Noord-Duitse voetbalbond. Lüneburger FC 01 werd kampioen. Hoewel de competitie onderdeel was van de Noord-Duitse voetbalbond werd de club niet geselecteerd voor de Noord-Duitse eindronde. 

## Eindstand
| Plaats | Club                     | Wed. | W | G | V | Saldo | Ptn  |
| ------ | ------------------------ | ---- | - | - | - | ----- | ---- |
| 1.     | FC Borussia 04 Harburg   | 6    | 5 | 0 | 1 | 21:6  | 10:2 |
| 2.     | Lüneburger FK 01         | 6    | 4 | 1 | 1 | 20:9  | 9:3  |
| 3.     | SV Eintracht 03 Lüneburg | 6    | 1 | 1 | 4 | 10:19 | 3:9  |
| 4.     | FC Alemannia Lüneburg    | 6    | 1 | 0 | 5 | 8:25  | 2:10 |

|  | Kampioen |